# 1301
Cette page concerne l'année 1301  du calendrier julien.
L'année 1301 est une année commune qui commence un dimanche.

## Événements
- 14 janvier : la mort d’André III de Hongrie, dernier des Árpád, plonge la Hongrie dans l’anarchie. Les barons affirment leur puissance. Un roi tchèque, Venceslas Přemysl, puis Othon Wittelsbach de Bavière, règnent successivement jusqu’en 1310, alors que Charles-Robert d'Anjou, âgé de 13 ans, revendique le trône de par sa parenté avec les Árpád par sa grand-mère[1].
- 7 février : le Pays de Galles devient la principauté du prétendant au trône d'Angleterre. Le futur Édouard II d'Angleterre devient prince de Galles[2].
- 13 avril : lettre du pape Boniface VIII aux électeurs de l'empire demandant la comparution devant lui d'Albert Ier de Habsbourg, accusé de lèse-majesté envers Adolphe de Nassau[3]. Albert envoie une ambassade au pape pour tenter de se faire couronner empereur à Rome. Il prend ses distances avec le roi de France Philippe le Bel (Son fils Rodolphe avait épousé sa fille Blanche).
- 13 mai : Charles-Robert d'Anjou est couronné roi de Hongrie par ses partisans à Esztergom[4]
- 25 mai : le monastère de Sainte-Croix cède pour cinq ans les profits de ses prieurés et autres biens, à l'archevêque de Bordeaux, Bertrand de Got[5].
- 4 juin : traité de Bruges, abandon par Albert de Habsbourg du Barrois mouvant à Philippe IV le Bel[6].
- 12 juillet : l'évêque Bernard Saisset, qui accuse Philippe IV le Bel d'être un faux-monnayeur, est arrêté par les arbalétriers du roi de France[7].
- 17 juillet : des lettres patentes de Charles II établissent l'équivalence de l'once monétaire d'or de Sicile en carlins d'argent et en florins d'or.
- 27 août : Venceslas III est couronné roi de Hongrie[4]. Une quinzaine de puissants magnats se partagent la Hongrie de 1301 à 1309 : Matthieu Csák, les Köszegi à proximité de l’Autriche, les Amadé au nord-est, le voïévode de Transylvanie Ladislas Kan, et une dizaine d’autres, parmi lesquels les bans du Sud, en Croatie (Subić), Bosnie, Serbie et Roumanie actuelle. Les rois de Hongrie ne règnent directement que sur le milieu du pays.
- Août : victoire du grand khan Témur Khan sur Qaïdu, qui meurt près de Karakorum. Son fils Djeper, dernier khan de la branche d’Ögödei, règne sur le Turkestan oriental jusqu’en 1309[8].

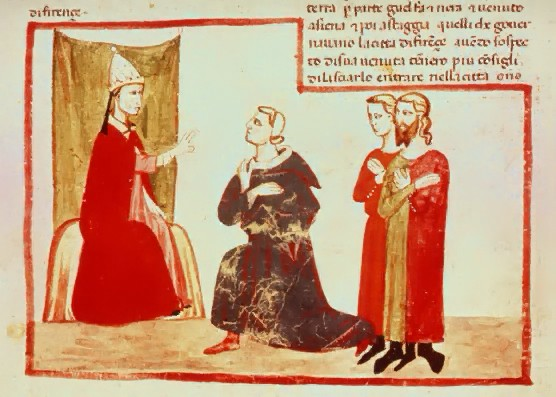
5 septembre : Boniface VIII reçoit Charles de Valois à Anagni et lui confie la pacification de la Toscane

- 24 octobre : Bernard Saisset, évêque de Pamiers partisan des idées du pape Boniface VIII, comparait devant le Parlement à Senlis pour trahison[7]. Son procès déclenche une violente polémique entre légistes et théologiens des camps français et papal. Le pape réprimande Philippe le Bel, qui réplique en faisant proclamer l’indépendance de la monarchie au temporel par l’assemblée des États, auxquels le légiste Pierre Flote avait présenté une bulle falsifiée.
- 25 octobre : passage de la comète de Halley[10].
- 1er novembre : Charles de Valois entre dans Florence avec le titre de pacificateur[11].
- 5 novembre : conférence à Santa Maria Novella. Corso Donati, chef des guelfes noirs est rappelé à Florence et s’empare du pouvoir avec l'approbation du pape[12] (fin en 1308).
- 8 novembre : les Guelfes noirs prennent le pouvoir à Florence et purgent la ville de leurs opposants Blancs[13].
- 5 décembre : bulle Ausculta fili dans laquelle Boniface VIII affirme la subordination du pouvoir temporel et exige la libération de Bernard Saisset. Le pape prétend réformer le royaume de France et l’Église gallicane[7]. Convocation d’un synode d’évêques français à Rome[14].
- 8 décembre : ordonnance du roi de France Philippe IV le Bel de France contre les excès de l'Inquisition[15]. La lutte contre les hérétiques est placée sous l'autorité des évêques.

- Révolte des artisans de Magdebourg. L'aldermann des gens de métiers est brûlé vif sur la place du marché[16].
- Famine et épidémies en Castille provoquant la mort du quart de la population[17].
- Mort de Léon (Lev) Ier de Galicie. Son fils Georges (Yuri) Ier de Galicie lui succède[18]. La Volhynie est progressivement intégrée à la Lituanie tandis que la Galicie est disputée entre Polonais et Hongrois.
- Kolomna est enlevée à la principauté de Riazan pour être rattachée à Moscou[19].